# Vườn quốc gia Beelu
Vườn quốc gia Beelu là một vườn quốc gia nằm ở phía đông thành phố Perth, Tây Úc. Nằm về phía nam Mundaring, Tây Úc, và phía tây của đường Mundaring Weir, nó là một phần của một khu vườn được gọi là Công viên dãy Darling. Khu vườn trước đây được đặt tên là Vườn quốc gia Mundaring.

## Thư viện ảnh

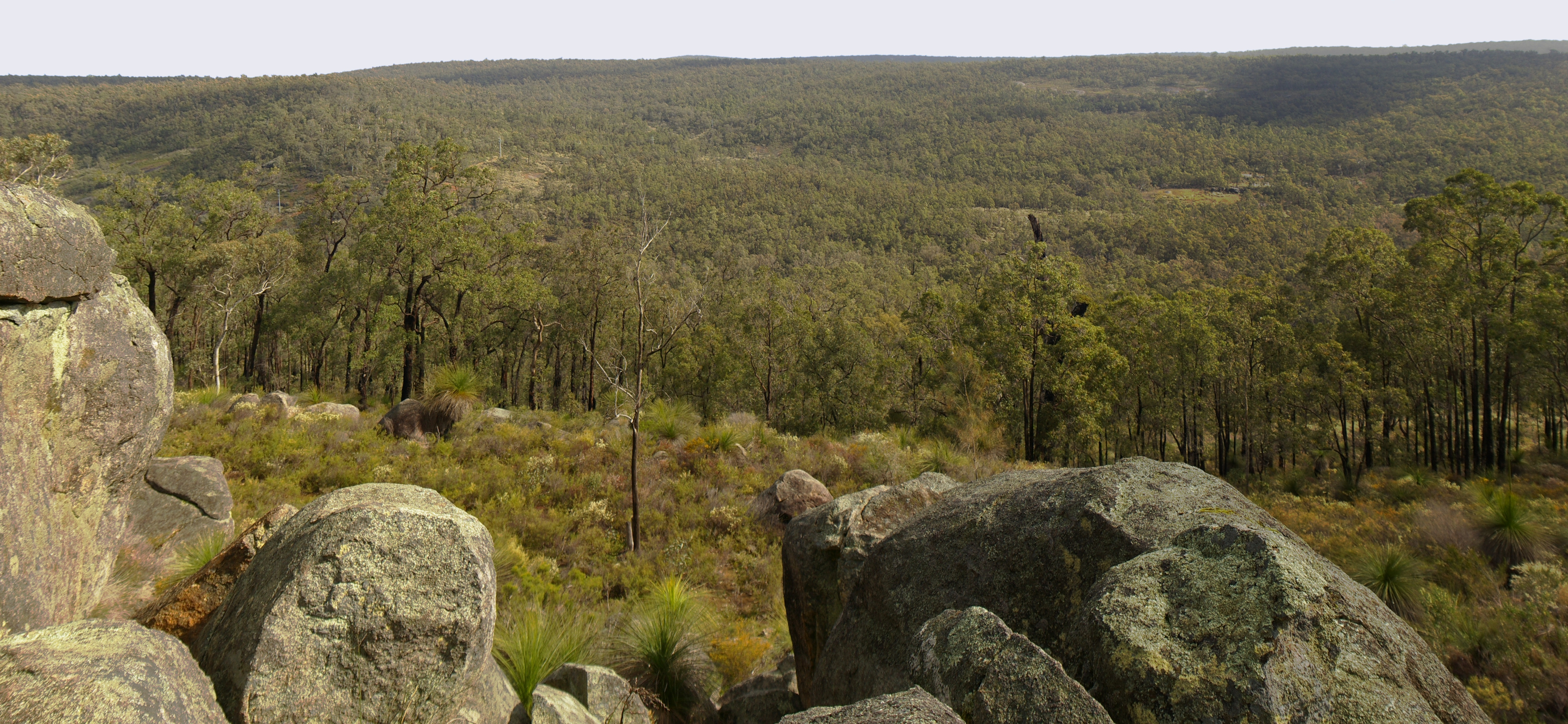
North Ridge across the Helena Valley
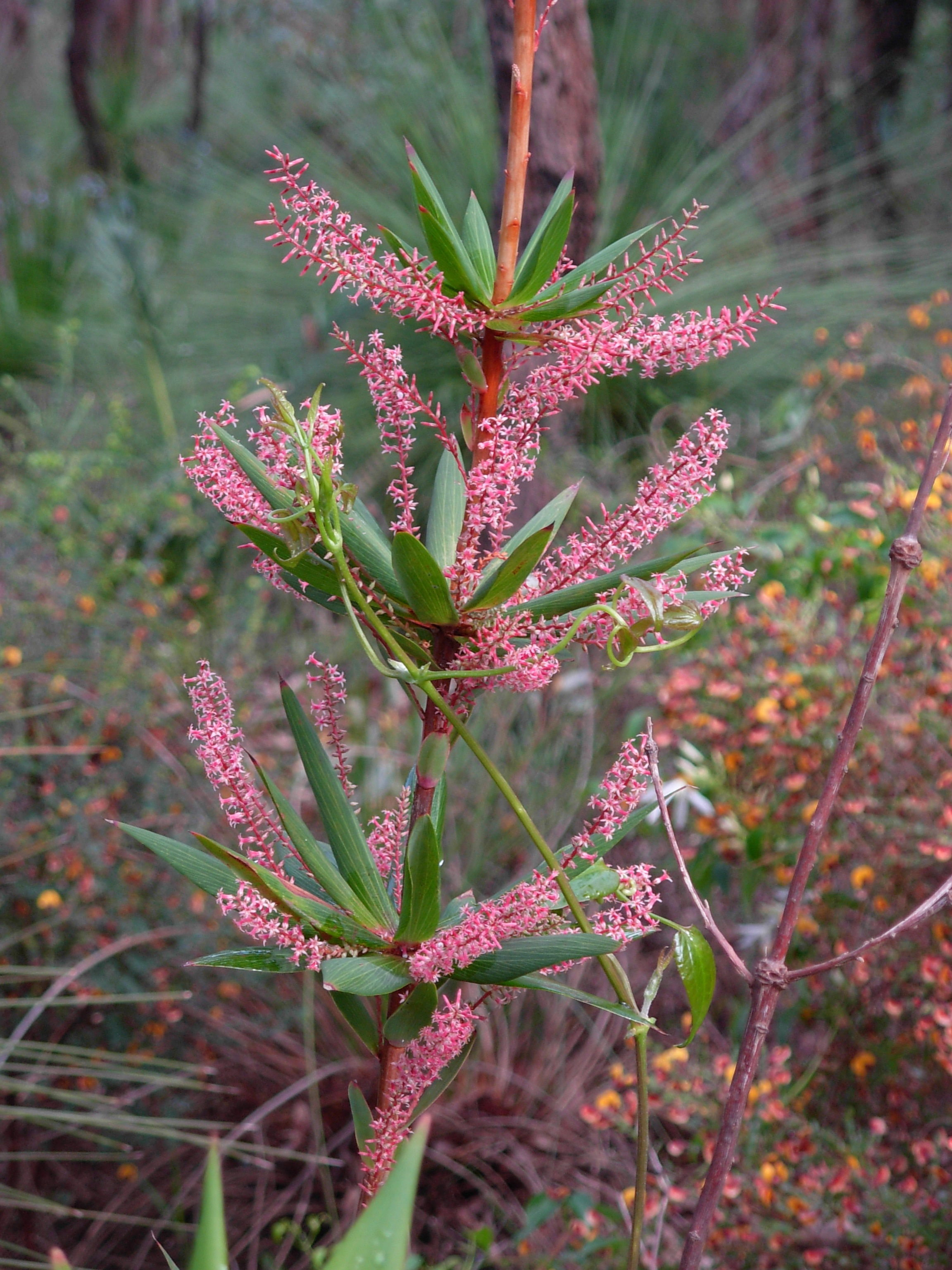
Leucopogon verticillatus Flower
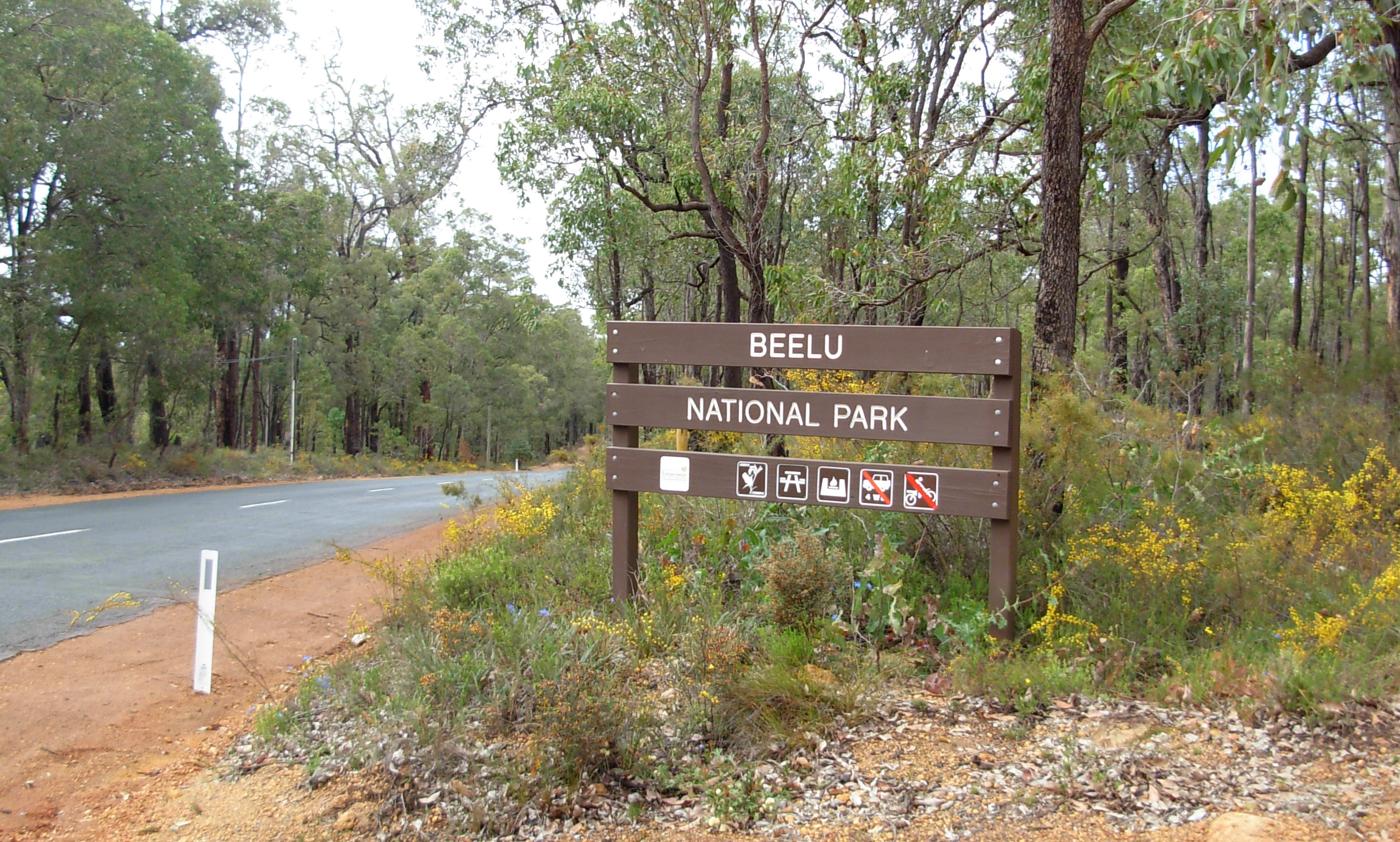
Mundaring Weir Road, Darling Range, Western Australia